# 反米保守
反米保守（はんべいほしゅ）とは、反米の立場で、政治思想的には保守派に属する立場をいう。日本における右派、保守派の一潮流である。対義語は親米保守。

## 概説
歴史的な定義は、江戸時代の国学または、明治初期の『農本主義』や『アジア主義』（「興亜会」、「黒龍会」）、中江藤樹、山田方谷、熊沢蕃山らが研究に熱心だった神風連の乱の精神的支柱ともなった王陽明の『陽明学』、藤田東湖が確立した『水戸学』等の国粋主義を指す総称である。また、アジア主義に類する南進論や北進論、アジア・モンロー主義もこれに該当する。言論の世界では、とりわけ清国の文明を積極的に評価した陸羯南の「日本新聞社」あるいは『打倒英米論』を唱え続けた野依秀市の「帝都日日新聞」、政党では鳥尾小弥太が組織した保守党中正派（保守中正派）などがこれに当たる。昭和前期には、これまでのアジア主義とは異なる「東亜新秩序」など新しい思想が三木清らによって唱えられている。
1913年（大正2年）に成立したカリフォルニア州外国人土地法により、「白閥打破」「亜細亜モンロー主義」「興亜論」を唱えた典型的なナショナリストである徳富蘇峰は、大東亜戦争終戦後に『敗戦学校・国史の鍵』を著し、その中で、
と述べ、日中の関係を「横綱（中国）と十両（日本）」と表現した。また、蘇峰は源頼朝を保守的政治家の典型例として捉えた。しかしながら、勝海舟は北条氏を非常に高く評価しており、歴史家の内藤湖南や大山柏は奥羽越列藩同盟に同情的である。蘇峰の歴史観が、明治以後のいわゆる「薩長史観」に傾倒していることも事実であり、会津藩や石田三成を論じるまでには至っていない。
戦後最大の思想史研究家と言われ、近代日本思想史の中で、保守思想を明確に定義付けたのは丸山真男である。丸山は幕末・維新期の思想家、特に荻生徂徠と福澤諭吉を丹念に研究し、明治初期の健全なナショナリズムと大川周明や田中智学に代表される昭和初期の「超国家主義」との二項対立史観の樹立を行った。この丸山の業績によって「保守」と「右翼」の違いが明瞭化され、後身の思想史家に大きな足跡を残した。続いて登場した小林秀雄・江藤淳等は、論壇で戦後民主主義の批判を主張し、GHQによる戦後の言論統制や図書の焚書を明かした。歴史評論の分野では司馬遼太郎が、明るい明治初期とそれ以後の暗い大正・昭和を描き出し、日露戦争を近代日本の最も輝かしい頂点とした。しかし、その「司馬史観」についてはさまざまな毀誉褒貶が生まれている。また徳富蘇峰の考えでは、日本が列強に追いつこうとして焦ったために、米国から嫉妬され行き違いが生じたのだと論じ、これが大東亜戦争肯定論に繋がっていった。
元陸軍参謀本部作戦課長の服部卓四郎ら再軍備派が1952年、吉田首相が公職追放された者や国粋主義者らに敵対的な姿勢を取っているとして、同首相を暗殺し、立憲政友会（正統派・久原派）の鳩山一郎を首相に据えるクーデター計画を立てていたことに象徴されるように、「反米」といっても、この系譜の政治グループが敵視しているのは、アメリカそのものというより、日米安全保障条約の下における軽武装路線など、吉田政権時代に敷かれた政治路線である。吉田茂の系統である親米保守（右派リベラリスト）の立場とはアメリカ合衆国に対する態度、および国家安全保障（国の生残り）と民族の誇りのどちらに重きをおくか、国民と国家のどちらに重点を置くかにおいて大きく食い違う。
一般に、日本の主体性や伝統・文化を重んじ、アメリカ合衆国の政策に対して批判的立場をとる場合もあるため、自由民主党の日米安全保障条約に基づく対米従属的な外交姿勢や新自由主義（市場原理主義）的政策を否定し、アメリカをはじめとする外国からの干渉を嫌う傾向にあり、ノーベル賞や環太平洋戦略的経済連携協定（TPP）などに見られる学問・社会・経済のグローバル化にも反対の姿勢を取る。

## 思想
- 日本神話
- 東洋文化
  - 儒学 - 道教 - 漢学 - 漢文学 - 陽明学 - 朱子学 - 漢方医学
  - 水墨画 - 能書
- 経世論
  - 経世致用の学 - 地方書 - 制度通 - 民謡 - 農書 - 海防論 - 水戸学 - 石門心学
- アジア主義 - アジア・モンロー主義 - 南進論 - 支那人親しむ可し
  - 東洋学 - 中国学 - 東洋史 - 東亜協同体論 - 満州国 - 北進論
- 農書 - 報徳思想 - 貴穀賤金 - 農本主義
  - 老農 - 明治農法 - 社稷
  - 国益
- 仏教
  - 鎮護国家
- 国学 - 古神道 - 復古神道 - 神仙
  - 山岳信仰 - 陰陽道

## 戦後の思想と現状

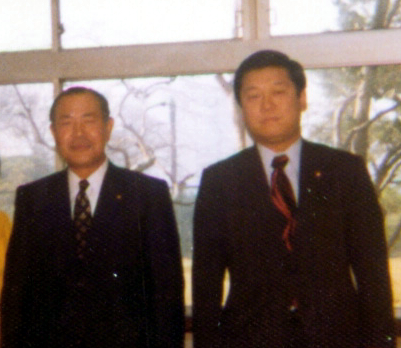
田中角栄（左）と小沢一郎（右）

アメリカが日本に対して命令的な態度を取るほど、干渉に反発して反米保守が拡大し、逆に日米関係が円滑に進むほど、親米保守が拡大してきた。親米保守と反米保守は共に保守勢力であり、「アメリカを好きか嫌いか」という国民感情によって保守のなかの反米派の勢力図は移り変わる面がある。たとえば近年では、児童ポルノ法のアニメやマンガへの表現規制問題や靖国神社問題、捕鯨問題などのアメリカによる干渉で、インターネットを中心に反米保守的な主張が拡大し、親米派は懸念を示している。日本に限らず、外国からの干渉は例え人権問題であっても国民の感情的な反発を招きやすい。干渉がアドバイスを言っているつもりでも、「優れた私達が未熟な貴方達を指導してあげます」といった差別感情や主従関係を相手国民に抱かせてしまいがちだからである。
反米保守の思想は、戦前・戦中の大日本帝国の流れを汲む面もある。支那事変（日中戦争）から大東亜戦争（太平洋戦争）に至る一連の軍事行動に関しては「アジア解放および自存自衛のための戦い」として肯定している者も多い。戦後民主主義を、占領軍と国内の親米保守勢力が結託した日本の伝統や主体性に対する否定行為と非難している。米国主導の東京裁判についても批判する。冷戦時代は社会主義に対する脅威のため反共主義でアメリカ合衆国・親米保守とやむなく妥協していたが、冷戦構造の終結ののち、グローバリゼーションへの違和感、朝鮮侵略・ベトナム侵略・アフガニスタン侵略・イラク侵略・リビア侵略への反発、また小泉純一郎政権の登場に対して行われた市場原理主義批判やアングロ・サクソン脅威論を背景に近年台頭してきている（なお、小泉政権は対米協調の外交・内政を続けていたため、反米保守の強い批判を浴びている。また、2001年総裁選において靖国神社参拝を公式に掲げて登場した小泉が、2006年まで終戦の日を避け続けてきたことへの批判も根強い）。
傾向として、戦前の「正統右翼」（伝統右翼）や、「YP体制（ヤルタ・ポツダム）打倒」を掲げる新右翼に似ている。親アジア（中国、朝鮮を含む）派が多く、アメリカ・イギリス・フランス・オランダなどの第二次世界大戦の戦勝国や韓国などの近隣諸国、サウジアラビアなどの親米独裁国家に批判的で、日本の伝統を重んじる傾向にある（台湾に対する態度は論者により分かれる）。外交では、北朝鮮との国交正常化問題の早期解決のために日朝友好を支持する意見が多く、対中・露においても友好的な立場を取る。親米保守は岡崎久彦や、田久保忠衛に見られるようにハンナラ党や統一教会とのパイプを持つ親韓派が多いが、反米保守は比較的強硬路線が目立つが、感情論のみの反中・嫌韓論的な意見には批判的である。ただ、近年の韓国人による一連の対日批判や反日活動に反発する声が日本で広まっており、以前は親韓派だった論客も次々と反韓派へと鞍替えしているため、現在は親米保守・反米保守に限らず、反韓派が勢いを増している。
歴史認識では、太平洋戦争（大東亜戦争）にはおおむね肯定的で、日中戦争（支那事変）に関しては、日華両国や中国共産党それぞれに責任があると考えているが、「南京大虐殺」や「三光作戦」などは中華人民共和国政府や中華民国政府のプロパガンダという認識をしている。慰安婦問題に関しても否定的である。さらに太平洋戦争に関連して、日本を戦争へと追い込み空襲・原爆投下などの残虐行為を行い、日本を占領し憲法などの諸制度を押し付けたとしてアメリカを批判し、反米の一つの根拠としているほか、日本が太平洋戦争を通じてアジア諸国の独立を援助したとして評価し、現在の日本もアメリカと一定の距離をとり、アジア諸国（中国、朝鮮含む）との共存の道を歩むべきだと主張する。この点は戦前の黒龍会に代表される大アジア主義と類似している。
国防に関しては他国とは一線を画した形での軍備増強を強く望み、そのことにより日本の主権は守られるとしている。日本がアメリカによる核抑止力、いわゆる「核の傘」の中にいることについては否定的で、漸進的な核廃絶か、単独核武装を望む傾向にある。核武装論議については、親米保守派が日米同盟の枠内での核武装・ドイツ型のニュークリア・シェアリングや英国型の米国との核の共同開発を主張するのに対し、かつてシャルル・ド・ゴール元フランス大統領が目指した米国とは一線を画す「単独核武装論」に似ている。日本が被爆国であること、遺族及び被爆者感情を尊重して通常兵器のみによる軍備増強を主張し核武装に反対する立場もある。
反米の姿勢が特に顕著に現れている面として、イラク戦争を侵略戦争と認識、対米従属を懸念する。この点は、保守であってもイラク戦争を支持・肯定する立場とは相容れない部分であり、親米保守との大きな対立点となっている。多くの保守派がイラク問題において対米従属になびいていると批判し、反米こそが真正保守であるという人もいる（西部邁など）。
小泉内閣の政策に対しては、郵政民営化をはじめとする新自由主義政策や皇室典範改正など、日本の社会・伝統を破壊するものが多分に含まれているという理由で否定的である。対米従属強化を警戒し、日本の真の独立（自主独立）として、憲法を廃止し“自主憲法の制定”を志向している。郵政民営化に反対したため、2005年の解散・総選挙で小泉自民党執行部に「刺客」候補を送り込まれて落選した城内実は自らの立場を「真正保守主義」、「革新的な保守主義者」であるとして 、「最近の規制緩和路線、市場原理主義、株式至上主義の行き着くところはアメリカ型の格差社会である。格差が広がりつつあることは、現場の声を聞けば明らかである」と小泉内閣を激しく批判し、月刊『現代』2006年7月号誌上で平沼赳夫、関岡英之との鼎談「アメリカ崇拝政治を排し、保守を再生せよ！」を行っている 。また、郵政民営化に反対した綿貫民輔、亀井静香、小林興起らは国民新党を結成した。
1990年代以降は大手マスコミが反米保守派と対立しがちな新自由主義者を評価するようになったため、メディアへの出演は少ない。政界に於いても、親米保守に比べると非常に勢力は小さくなっている（特に1980年代以降）。一方で、1990年代からはアメリカ主導のグローバリゼーションへの反発や小林よしのりやサダム・フセインや鈴木邦男などの反米言論人・政治家の影響などもあり、一部の若年〜中年層や戦中派（1920年代生まれの人々）に支持を広げている。
2009年に民主党政権が発足してからは、民主党内の反米勢力の枠組みが変化し、評論家の天木直人や副島隆彦は、田中角栄や保守本流の正統な後継者であると位置付ける向きもある小沢一郎を軸にした「親小沢（反・三宝会）」（一新会・小沢グループ系）議員が唯一、対米自立を目指す勢力であり、それ以外の「反小沢」議員を対米隷属派に分類することができるとした。小沢一郎本人は『日本改造計画』において、日米同盟強化を前提とした『普通の国』論を主張し、新進党や自由党を率いて小選挙区制・二大政党制確立のための選挙改革、新自由主義・新保守主義寄り経済政策を主張するなどし、これが識者から親米傾向のある政策との批判もあるが、小選挙区制については戦前に既に原敬が導入済みであり、また二大政党制についても戦前には立憲政友会と立憲民政党という軸があった。また、新党大地の鈴木宗男など政界での反米保守派の議員数は少なくなりつつある。論評の分野では、新党大地を支援している佐藤優は原理日本社の蓑田胸喜を再評価している。
2011年（平成23年）には、著名な反米の日本研究者であるカレル・ヴァン・ウォルフレン（アムステルダム大学教授）が、小沢一郎と周辺を巡る対米従属勢力の官僚や小沢と政界を巡る著書『誰が小沢一郎を殺すのか?――画策者なき陰謀』（角川書店、2011年、ISBN 404885089X）を出版した。この他、カレル・ヴァン・ウォルフレンは90年代からアメリカ合衆国の覇権主義を非難しており、2004年のジョージ・ウォーカー・ブッシュの大統領再選を嘆いている他、結論としてポスト・アメリカの時代を著書で模索している。同年12月28日には小沢グループ所属の内山晃ら他衆議院議員9名が野田内閣が推し進める消費税増税、環太平洋戦略的経済連携協定（TPP）等の政策に反対し民主党を離党して「新党きづな」を結党した。
2012年9月29日には、元防衛大学校教授・孫崎享が小学館から『アメリカに潰された政治家たち』を刊行。孫崎享は著書の中で小沢一郎と田中角栄を紹介し、小沢一郎の2009年2月24日の記者会見の発言内容である「軍事戦略的に米国の極東におけるプレゼンスは第7艦隊で十分だ」がアメリカ陸軍情報部（MIS）の虎の尾を踏み、直後に米国の情報機関が検察にリークし、陸山会事件が勃発した経緯を一例として紹介した。また孫崎氏は小沢一郎を「最後の対米自主派」として高く評価している。